# Ministeri de Macedònia i Tràcia de Grècia

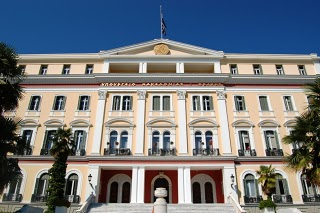
Seu del Ministeri de Macedònia i Tràcia a Tessalònica

El Ministeri de Macedònia i Tràcia (en grec: Υπουργείο Μακεδονίας και Θράκης, ΥΜΑΘ) és un departament governamental de Grècia que s'encarrega de les regions de Macedònia i Tràcia. Era conegut prèviament com el Ministeri del Nord de Grècia fins que va adquirir el seu nom actual el 1988. Va ser degradat a una secretaria general el 2009, però va ser restablerta com un ministeri el 2012. Té la seu a la Casa de Govern a Tessalònica de l'era otomana, segona ciutat més gran i capital de Macedònia. El titular del ministeri és Theodoros Karaoglou.

## Història
El ministeri va ser fundat el 1912 com la Governació General de Macedònia (Γενικὴ Διοίκησις Μακεδονίας) després de l'adquisició de Macedònia per Grècia durant les guerres dels Balcans. Va ser promogut a nivell de gabinet a la fi de 1920 i va passar a dir-se Governació General del Nord de Grècia (Γενικὴ Διοίκησις Βορείου Ἑλλάδος), el 1945, després d'ésser fusionat amb la Governació General de Tràcia (Γενικὴ Διοίκησις Θρᾴκης).
Es va canviar el nom al de Ministeri del Nord de Grècia (Ὑπουργεῖον Βορείου Ἑλλάδος) el 1955. El tercer canvi de nom es va produir el 1988, quan va passar a anomenar-se Ministeri de Macedònia i Tràcia. El 2009, el ministeri va ser degradat a una Secretaria General dintre del Ministeri de l'Interior, fins que va ser restablert com un ministeri independent el 2012.
Poc després que l'Exèrcit grec va entrar a Tessalònica el 26 d'octubre de 1912, el rei Constantí I de Grècia va exigir que se li donés el control de la regió acabada d'adquirir de Macedònia, però el primer ministre Elevthérios Venizelos ja havia decidit que el destí de la regió es trobava a les mans del seu ministre de Justícia, Konstantinos Raktivan, que va arribar a la ciutat el 30 d'octubre. La seva posició dintre de la Governació General de Macedònia va ser tan poderosa que es trobava a l'altura d'un primer ministre. Més tard Raktivan va ser succeït per altres destacats polítics de Grècia, com Stefanos Dragoumis, Emmanouil Repoulis i Themistoklis Sofoulis.

## Responsabilitats
El Ministeri de Macedònia i Tràcia és el responsable de «el desenvolupament de les regions frontereres de Grècia, de la part nord de Grècia donant l'oportunitat de tenir veu i participació en els processos polítics i econòmics». En particular, el ministeri recull informació respecte de les comunitats que estan sota la seva jurisdicció i procedeix a proposar i discutir la legislació i les polítiques amb altres organismes governamentals.